# 皇太孫
皇太孫，储君的一種，簡稱太孫，與皇太子、皇太弟、皇太叔等，都是皇帝正式繼承人的封號。此一繼承人通常是太子的嫡子，在太子去世後，改封其為太孫；但是也有少數在太子尚健在且並未被廢黜的情況之下，被封為太孫的例子，如唐高宗李治的太孫李重照、明成祖朱棣的太孫朱瞻基。
就中國歷史而言，如果沒有經過正式冊封的程序，並不能算是皇太孫，如北魏文成帝拓跋濬在其祖父太武帝拓跋燾在位時，就只有保持世嫡皇孫的稱號而已；另外，遼道宗耶律洪基去世前遺命其孫，時為燕國王的耶律延禧繼位，也沒有經過冊封的程序。
通常太孫的居住的處所和太子一樣也稱東宮，不過東宮官屬會隨之改名，例如太子太傅改稱太孫太傅，太子洗馬改稱太孫洗馬。不過有的時候，太孫並不設屬官，如唐高宗李治的太孫李重照，高宗有意设属官但未果。
皇帝立太孫，大多數的情況是因為太子去世，並且嫡孫至少已經接近成年，故太孫一般符合封建宗法的傳統，其繼承人的合法性不若太弟、太叔有較大的爭議；然而現實情況下，太孫因年紀尚輕，權力基礎不穩，隨時可能受到權臣、宗室的挑戰。梁武帝在太子萧统去世后，就因为这样的考量，没有立萧统子萧欢为皇太孙，而是立萧统的胞弟萧纲为新的皇太子。

## 关联条目
- 世孫